# Liste du patrimoine culturel immatériel de l'humanité aux États fédérés de Micronésie
Cet article recense les pratiques inscrites au patrimoine culturel immatériel aux États fédérés de Micronésie.

## Statistiques
Les États fédérés de Micronésie ratifie la convention pour la sauvegarde du patrimoine culturel immatériel le 13 février 2013. La première pratique protégée est inscrite en 2021.
En 2021, les États fédérés de Micronésie comptent un élément inscrit au patrimoine culturel immatériel, sur la liste du patrimoine immatériel nécessitant une sauvegarde urgente.

## Listes

### Liste représentative
Les États fédérés de Micronésie ne comptent aucun élément sur la liste représentative du patrimoine culturel immatériel de l'humanité.

### Patrimoine immatériel nécessitant une sauvegarde urgente
Les États fédérés de Micronésie ne comptent qu'un élément sur la liste du patrimoine immatériel nécessitant une sauvegarde urgente :
| Élément                                                                        | Type                                         | Subdivision | Année | Lien  | Notes | Illus. |
| ------------------------------------------------------------------------------ | -------------------------------------------- | ----------- | ----- | ----- | ----- | ------ |
| La navigation traditionnelle et la construction de pirogues des îles Carolines | savoir-faire liés à l’artisanat traditionnel |             | 2021  | 01735 |       |        |

### Registre des meilleures pratiques de sauvegarde
Les États fédérés de Micronésie ne comptent aucune pratique listée au registre des meilleures pratiques de sauvegarde.